# Chaenorhinum rupestre
Chaenorhinum rupestre är en grobladsväxtart som först beskrevs av Giovanni Gussone, och fick sitt nu gällande namn av F. Speta. Chaenorhinum rupestre ingår i släktet småsporrar, och familjen grobladsväxter. Inga underarter finns listade i Catalogue of Life.